# Betta tussyae
Betta tussyae è un pesce d'acqua dolce appartenente alla famiglia Osphronemidae.

## Distribuzione e habitat
Questa specie è diffusa nei bacini dei corsi d'acqua dolce torbosa nelle foreste della  Malaysia.

## Descrizione
È simile alla forma selvatica di Betta splendens: presenta un corpo cilindrico e allungato, poco compresso ai fianchi ma snello, con bocca piccola rivolta verso l'alto. Il dorso è leggermente arcuato mentre il ventre è orizzontale. La pinna dorsale è arretrata, verso la coda, la pinna caudale è arrotondata e ampia, le pinne ventrali sono strette e allungate mentre l'anale è alta e lunga. La livrea presenta un corpo bruno rossastro, più o meno chiaro, con due linee orizzontali brune più o meno visibili lungo i fianchi. Le scaglie dei fianchi sono orlate di verde azzurro dai riflessi argentei. La pinna dorsale è tendente al verde azzurro con riflessi rossastri, mentre la pinna anale, le ventrali, la coda e buona parte del corpo sono colorate di rosso vivo con riflessi verdastri metallici. Il maschio ha le pinne più grandi e ampie e colorazione più vivace della femmina, più tendente al bruno.

Raggiunge una lunghezza di 5 cm.

## Etologia
Non è una specie aggressiva come altri congeneri, tollerano conspecifici nelle vicinanze.

## Riproduzione
Come nelle altre specie del genere Betta, il maschio costruisce un nido di bolle dove inserisce le uova non appena deposte e fecondate.

## Acquariofilia
Questo piccolo Betta non è diffuso nei negozi di acquariofilia ed è allevato solo da sporadici appassionati.